# Ojeras

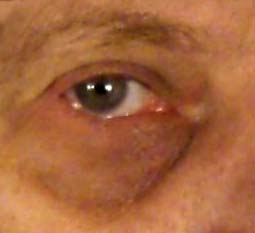

Las ojeras, mejor descritas en el vocabulario médico como «hipercromía idiopática del anillo orbitario», corresponden a la alteración de la coloración de la piel ubicada debajo de los ojos debido a una producción excesiva de melanina y a la dilatación de los capilares próximos a la superficie de la piel.
Estos cambios suelen producirse por el aumento de melanina y cambios en las pequeñas venas de araña que irrigan la zona, pero también se sabe que factores como el cansancio y el sol pueden provocarlas.
Estas alteraciones suelen seguir la anatomía del músculo orbicular de los ojos que rodea la órbita.
La patogénesis es desconocida. Algunos autores la consideran como un fenómeno fisiológico con fluctuación diaria pero lo cierto es que se postula la concurrencia de varios factores incluyendo melanocitosis dérmica e hiperpigmentación posinflamatoria, aunque generalmente es el resultado de procesos multifactoriales.
Muchas veces suelen ser secundarias al insomnio, o asociadas a enfermedades como la sarcopenia (síndrome consuntivo) con pérdida del tejido conectivo periorbicular.